# Марія Крістіна Австрійська (1763)
Марія Крістіна Австрійська (22 листопада 1763, Шенбрунн, Відень — 22 листопада 1763, Шенбрунн, Відень) — австрійська ерцгерцогиня та угорсько-чеська принцеса. Дочка Йосифа II — імператора Священної Римської імперії. Померла незадовго після народження.

## Народження та смерть
Ерцгерцогиня Марія Крістіна народилася 22 листопада 1763 року у Відні. Її батьки — ерцгерцог Йосиф та принцеса Ізабелла Пармська. Новонароджена ерцгерцогиня померла через дві години після пологів. Її мати померла через п'ять днів від віспи.
Була похована в Імператорському склепі у церкві капуцинів у Відні.